# NLPt
NLPt je samostalni psihoterapijski pravac NLP-a. On je izuzeto učinkovit u sljedećim situacijama:
- rad sa strahovima i fobijama (promjena submodaliteta)
- promjena ograničavajućih uvjerenja (tehnika Diamond )
- rješavanje problema iz prošlosti (eng. "Time- Line")
- promjena načina doživljavanja (eng. visuel swish, promjena submodaliteta...)